# Schloss Schlodien

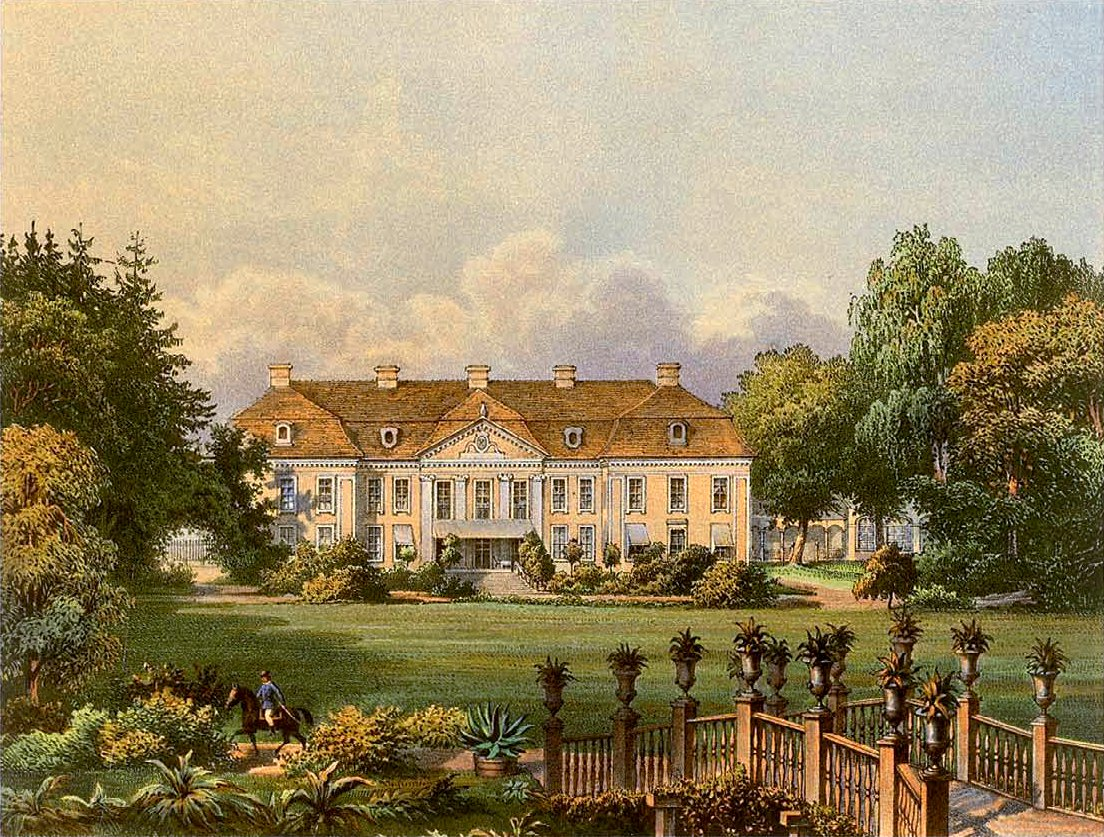
Schloss Schlodien um 1859/60, Sammlung Alexander Duncker

Schloss Schlodien war ein Herrensitz derer von Dohna-Schlodien in Gładysze (deutsch Schlodien). Nach dem Brand am 17. Juli 1986 war es eine Ruine.
Nach einer Besitzübertragung an einen in Polen ansässigen deutschen Unternehmer wird es im alten Stil wieder errichtet.

## Geschichte

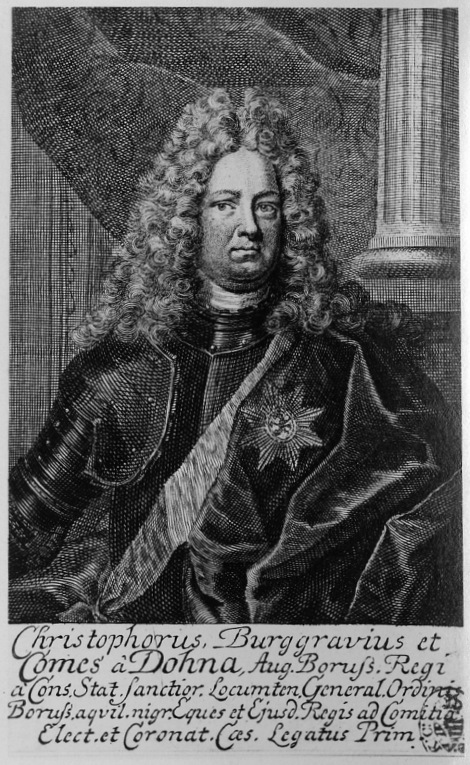
Christoph I. Burggraf und Graf zu Dohna-Schlodien (1665–1733)

Christoph Burggraf und Graf zu Dohna aus dem benachbarten Schlobitten erbte den Besitz 1688. Er erteilte vermutlich Jean de Bodt den Auftrag zur Planung und zum Bau eines Barockschlosses, das von 1701 bis 1704 errichtet wurde. Ursprünglich sollte der Schlossbau auf einer Anhöhe nahe Quittainen begonnen werden, doch nach zweimaligem Blitzeinschlag in die bereits gesetzten Fundamente wurde die Planung geändert. Der Bauherr verlegte den Neubau an seinen heutigen Standort, wo auch das eingeschossige Vorgängergebäude gestanden hatte.
Der Bau entsprach dem Wunsch des Königs Friedrich I. Das 1701 neu gegründete Königreich Preußen sollte aus Gründen kultureller Repräsentation mit einigen prächtigen Barockschlössern versehen werden, daher entstanden im Wettbewerb untereinander fast gleichzeitig auch die Schlösser Schlobitten (ebenfalls den Dohna gehörend), Friedrichstein und Dönhoffstädt (Grafen Dönhoff), Finckenstein (Grafen Finck von Finckenstein) und Capustigall (Grafen Waldburg) – die beiden letzteren sollten später auch an die Dohna kommen. Von diesen Residenzen existiert heute nur noch Dönhoffstädt.
Es wurde ein zweigeschossiges Haus mit H-förmigen Grundriss errichtet, das mit dreizehn Achsen ein relativ kleines Landschloss darstellte. Der Bau erhielt eine Fassade aus Backstein und Putzstreifen. Das Schloss wirkte durch seine harmonischen Proportionen und bestach den Betrachter durch die fast zurückhaltende, geschlossene Bauweise. Ein Mittelrisalit mit Dreiecksgiebel betonte zu beiden Seiten zum Park und zur Auffahrt die Hauptachse des Baus. Das schiefergedeckte Mansarddach rundete diesen Eindruck ab.
Die Anlage wurde stetig erweitert und umgebaut. Es folgten Kavaliershäuser, Orangerie und Torhäuschen, um die Anlage zu ergänzen oder den jeweiligen Ansprüchen der Bewohner anzupassen. Als weitere Besonderheit verfügte Schlodien über ein separates Küchenhaus. Dies hatte zur Folge, dass sämtliche Speisen im Sommer wie im Winter abgedeckelt und geschützt über den vorgelagerten Hof in das Schloss getragen werden mussten. Dieses Küchenhaus wurde bis 1945 genutzt.
Während der Außenbau französisch wirkte, war das Innere holländisch geprägt; die reiche Innenausstattung stammte zum Teil aus der niederländischen Herrschaft Vianen und war durch eine Erbschaft der Ehefrau des Erbauers nach Schlodien gekommen, seiner Cousine Frede Marie, mit der er die Großeltern Christoph zu Dohna und Ursula, geb. Gräfin zu Solms-Braunfels, gemeinsam hatte. Letztere hatte zwei Schwestern gehabt: Amalie zu Solms-Braunfels, die mit dem niederländischen Statthalter Prinz Friedrich Heinrich von Oranien verheiratet war, und Louise Christina, die den niederländischen Armeechef Johann Wolfart van Brederode, Herrn auf Vianen, geehelicht hatte. Die Erbstücke, darunter wertvolle Möbel und Gemälde niederländischer Herkunft, lebensgroße Porträts der Oranier und Brederode im Fliesensaal, flämische Gobelins, Wandbespannungen mit gemalter Scheinarchitektur, chinesische Porzellane, das Oranierkabinett mit Porträts im Stil Gerard van Honthorsts, machten die Ausstattung Schlodiens zu einem thematischen „Seitenstück zum Huis ten Bosch“ (Udo von Alvensleben), dem Palais Amalies in Den Haag. Über diese Verbindung bestand auch eine Verwandtschaft zu Amalies Enkeln, den Königen Wilhelm III. von England und Friedrich I. von Preußen.
Ein barocker Park nach einem Entwurf von Carl-Florus Dohna im holländischen Stil umgab das Haus, mit einem Umfassungskanal, in den kleine Bastionen vorsprangen, Kanälen die den Garten in Inseln teilten und in der Mittelachse eine breite Allee in den Wald hinein. Um 1800 wurde der Barockpark jedoch in einen englischen Landschaftsgarten umgestaltet. In dieser Zeit wurden ein chinesisches Teehaus sowie ein Kinderhaus im Park im Stil eines Oberländischen Bauernhauses errichtet. Ein Gewächshaus diente im Winter zur Aufbewahrung der empfindlichen Pomeranzenbäume. Seitlich des Parks lag ein großer Obstgarten. Eine umfassende Überarbeitung der gesamten Parkanlage erfolgte 1867 nach Plänen des Bromberger Gartendirektors Johann Larass.

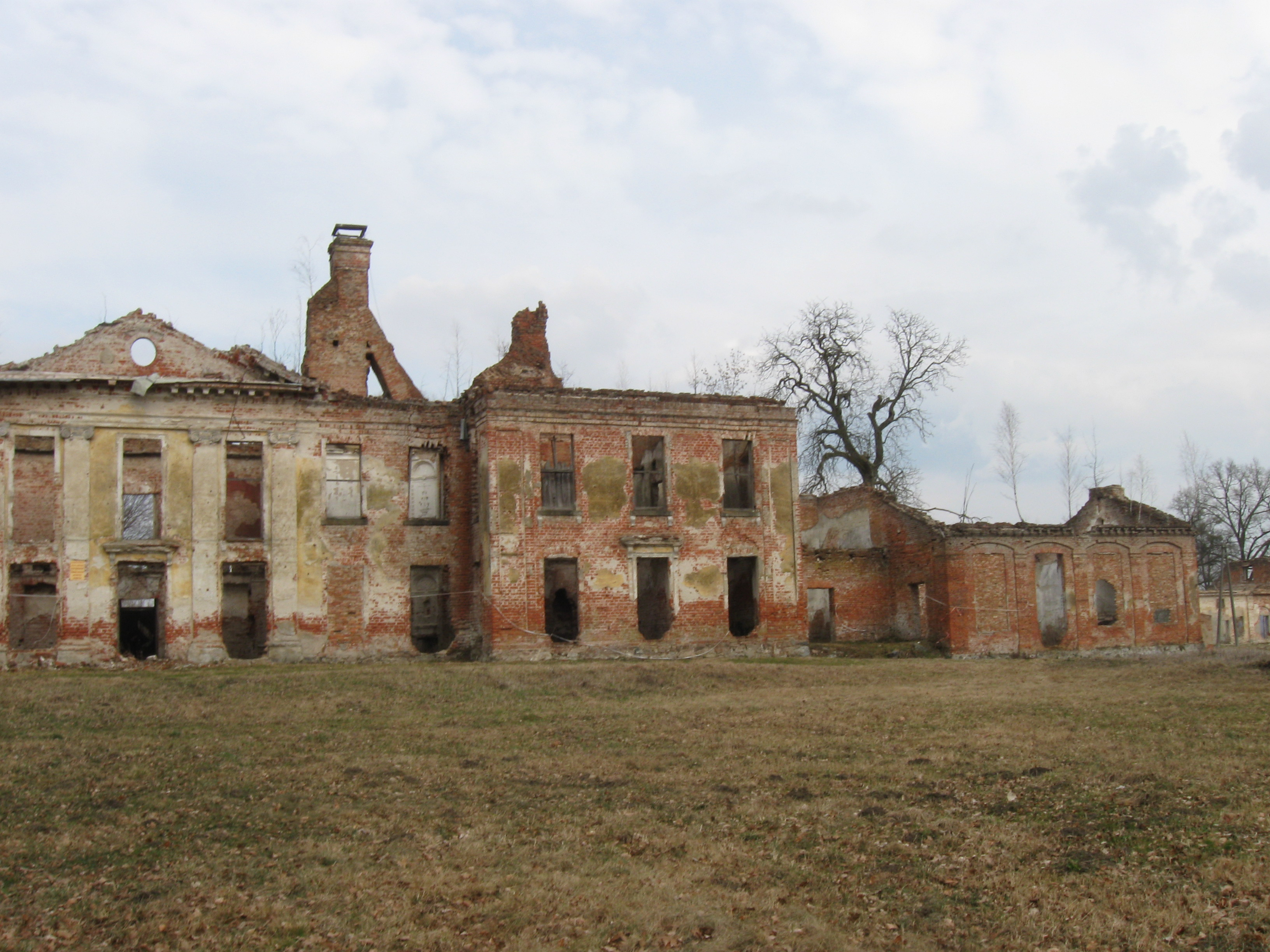
Das Schloss, Zustand 2010

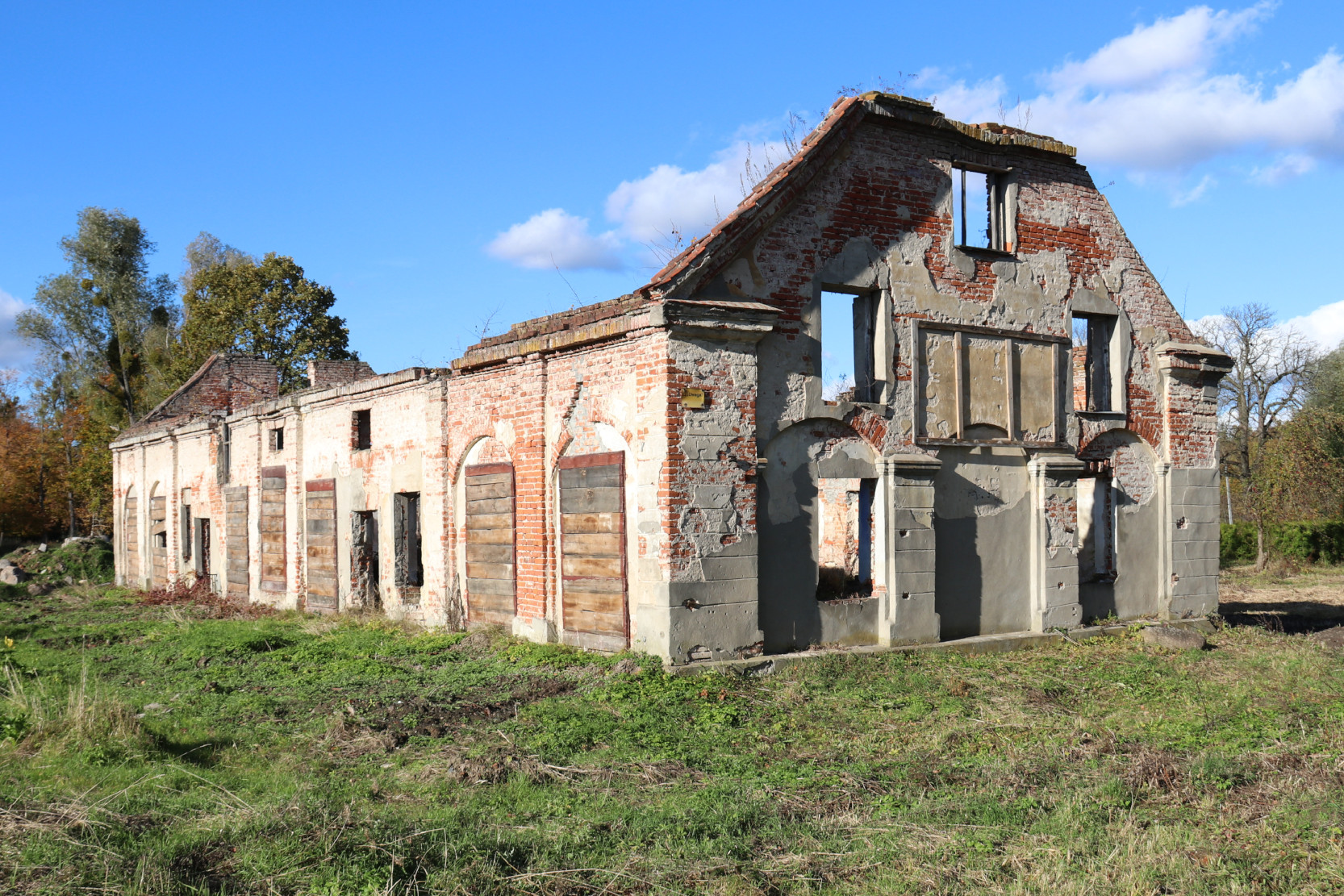
Marstall Schlodien (2021)

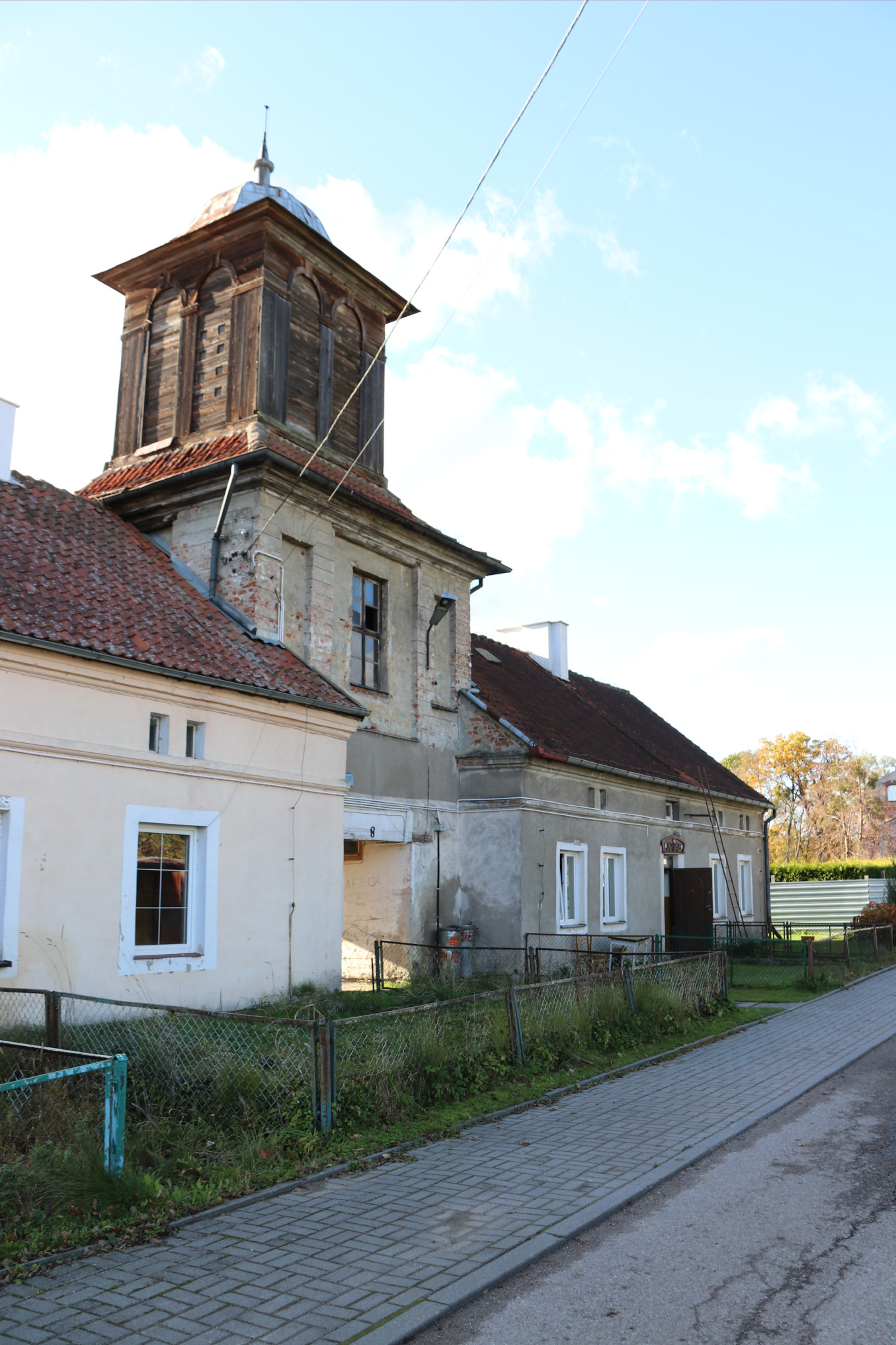
Ehemaliges Tantenhaus Schlodien (Torhaus, 2021)

Südwestlich der Schlossanlage lag etwa 300 Meter entfernt ein dazugehöriges Vorwerk. 1932 gehörte zu Schloss Schlodien die Herrschaft Schlodien und weitere vier Nebengüter, wie Carwinden. An der Leitung stand ein Güterdirektor und ein Oberförster. Der Gesamtbesitz umfasste in etwa 4300 ha sowie eine verpachtete 120 ha Fläche in Klein Quittainen.
Bis zum Januar 1945 war Schlodien im Besitz der Burggrafen und Grafen zu Dohna und wurde von diesen bewohnt. Nach der Einnahme durch die Rote Armee wurde das bis dahin unversehrte Schloss geplündert.
Der Gutsbetrieb wurde in einen staatlichen Produktionsbetrieb umgewandelt und das Schloss als Getreidelager und später als Discothek genutzt. Es folgte ein längerer Leerstand. Teile der Ausstattung, vor allem Ahnenbilder, sind erhalten und heute in Museen in Olsztyn und Morąg ausgestellt.

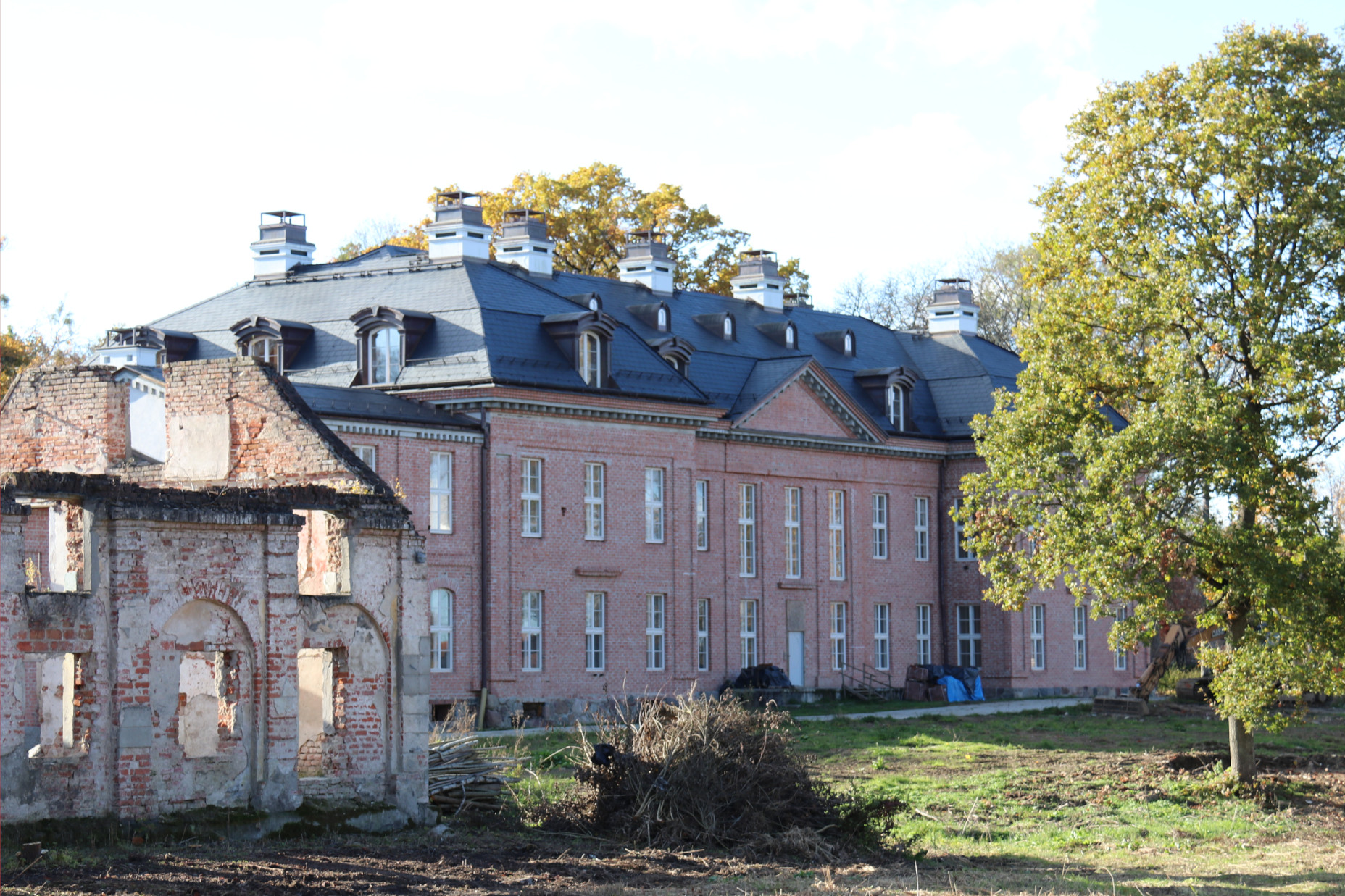
Schlodien nach dem Wiederaufbau (2021)

Bemühungen, die Anlage zu retten, wurden durch einen Brand 1986 zunichtegemacht. Danach waren lediglich die ausgebrannten Außenmauern erhalten. Die in Warschau ansässige Polnisch-Deutsche Stiftung zum Schutze des Kulturerbes im Ermland hat sich zum Ziel gesetzt, die Ruine wiederaufzubauen und die Parkanlage wiederherzustellen. Teile des Schlosses sind denkmalgeschütztes Objekt.
Gut und Schloss wurden um 2010 von einem in Polen ansässigen deutschen Unternehmer erworben. Die Ruine des Schlosses wurde im Sommer 2017 bis auf die Keller niedergelegt. Unmittelbar danach begann der originalgetreue Wiederaufbau des Schlosses unter Verwendung der historischen Kellerräume. Die Wiederherstellung der äußeren Hülle wurde 2020 abgeschlossen.

## Besitzer aus dem Adelsgeschlecht „zu Dohna-Schlodien“
- Friedrich IV. Graf zu Dohna-Schlobitten[5]
- Christoph Graf zu Dohna-Schlodien (* 1665; † 1733), dritter Sohn des Vorigen, Stammvater des Hauses Schlodien, General, Staatsminister,[6] 15. Träger[7] des Schwarzen Adlerordens
- Karl Florus zu Dohna-Schlodien (* 1693; † 1765), Familienfideikommiss Schlodien-Carwinden
- (Carl) Karl Ludwig Burggraf und Graf zu Dohna-Schlodien (* 1814; † 1890), Ober-Marschall im Königreich Preußen, Kammerherr, Rechtsritter des Johanniterordens ⚭ Anna von Auerswald
- Adolf[8] zu Dohna-Schlodien (* 1846; † 1905), Kammerherr, Major, Johanniter ⚭ Clara Gräfin Eulenburg
- Karl Ludwig Alexander Erdmann zu Dohna-Schlodien (* 1869; † 1919), Fideikommissherr, Kammerherr, Johanniter ⚭ (I.) Anna von Kries; ⚭ (II.) Alexandrine Baronesse von Hahn
- Konrad Karl Emanuel Adalbert (* 1872; † 1936), Cousin des Vorigen, Fideikommissherr auf Schlodien-Carwinden, Rittmeister, Johanniter ⚭ Eleonore Gräfin Eulenburg
- Wilhelm Christoph zu Dohna-Schlodien (* 1922; † 1944), auf Schlodien-Carwinden, unvermählt[9]
- Carl Emanuel Oskar zu Dohna-Schlodien (* 1927; † 1945), Erbe des Bruders; unvermählt, Letzter seines Hauses Schlodien

## Exterieur
Das Schloss wies eine große Ähnlichkeit mit dem Schloss Neuwied auf, was daran liegen könnte, dass der Fürst zu Wied mit dem Bauherrn verschwägert war.

## Interieur
Ein Teil der Bilder aus dem Schloss wurden noch vor dem Brand ausgelagert und befinden sich im Museum für Ermland und Masuren auf der Burg Allenstein; der weitaus größere Teil wurde in das Dohna-Schlösschen Mohrungen ausgelagert, wo er besichtigt werden kann.

## Weitere Gebäude
Zum Schloss gehören ein externes Küchengebäude, ein Marstall, eine Gutskirche und ein Mausoleum. Alle Gebäude sind zwar noch vorhanden, befinden sich aber in einem ruinösen Zustand.